# 賴薏婷
賴薏婷（Candy Lai，1992年11月9日—），藝名蚊子（Wenzi）和賴賴，台灣女藝人，畢業於台北市立大學動態藝術學系，曾是黑澀會美眉的其中一員。2020年起，加入統一獅啦啦隊，成為Uni Girls，2021年擔任副隊長。。
因參加電視節目《我愛黑澀會》舉辦的活動——黑澀會美眉舞蹈大賽，賴薏婷憑著優異的舞蹈動作受該節目製作單位欣賞，進而加入該節目成為其中一員。由於十分擅長街舞，因此使得人氣直直上升。在2007年年終評比取得第3次勝利，因而取得固定班底資格。由於年紀較小且舞藝精湛，所以被稱為「神童」。此外，她亦獲得「Dancing Queen」封號。其舞藝更被多名嘉賓如羅志祥、潘瑋柏、蔡依林、王心凌、蕭亞軒、林宥嘉等天王天后賞識，因此得到不少演出機會。曾被吳建豪邀請與另一位黑澀會美眉點點參與其音樂錄影帶《我的王國》的演出。及後，兩人更在周杰倫演唱會上一同為潘瑋柏伴舞，獲得極高評價。
在《我愛黑澀會》節目停播後，她參與《我愛黑澀棒棒堂》錄影，但因高三課程繁重而減少在節目上的演出。之後《我愛黑澀棒棒堂》節目停播後，她加入了台北的嘻哈音樂廠牌逆流音樂，並於2011年起在網上發行一些單曲，更不時上節目演出。在2013年11月，參加超級接班人2的節目比賽。

## 经历

### 2007-2010年：《我愛黑澀會》及《我愛黑澀棒棒堂》時期
她在2007年參加《我愛黑澀會》所舉辦的黑澀會美眉舞蹈大賽，表演了高難度的頭轉，因而憑著優異的舞蹈動作受該節目製作單位欣賞，進而加入該節目成為其中一員。由於十分擅長街舞，並懂得許多街舞的特殊技，因此使得人氣上昇。
此外，她在節目中的Dancing Queen，舞藝更被羅志祥、潘瑋柏、蔡依林、王心凌、蕭亞軒、林宥嘉等天王天后所賞識。一次在節目中表演歌手吳建豪的舞蹈，而被吳建豪邀請參與其音樂錄影帶《我的王國》中演出，與另一位黑澀會美眉點點於MV中一同展現舞蹈功力。及後，兩人更在周杰倫演唱會上一同為潘瑋柏伴舞，獲得極高評價。
她在2007年年終評比取得第3次勝利，因而取得固定班底資格。由於年紀比較小，經常被稱為「小孩」；但因為舞藝精湛，有時候模仿唱跳歌手的舞步更是無師自通，所以也被稱為「神童」，甚至擁有了黑澀會特別為她訂做的金色褲子。蚊子更在我愛黑澀會美眉們的蛻變一集中,被前Channel V頻道總監Andy哥稱讚是「我愛黑澀會節目的一個光榮」。
在《我愛黑澀會》節目停播後，她在《我愛黑澀棒棒堂》節目中演出，但及後因高三課程繁重而減少在節目上的演出。
除了節目以外，她經常會跟Taco、少少、宇庭，與其他朋友以隊名「Style」，或代表《我愛黑澀會》參加舞蹈比賽，並多次獲得冠軍。值得一提的是，蚊子與星光二班的賴銘偉因相貌相似與同姓氏被誤認為是兄妹。

### 2011年至今：加入逆流音樂
在《我愛黑澀棒棒堂》節目停播後，蚊子加入了台北嘻哈音樂廠牌逆流音樂，2011年起陸續發行單曲，其中《顏色》音樂錄影帶在YouTube頻道已累計570萬點閱，更於2016年與女歌手曼萍共組女子團體"iM"，兩人第一首歌曲《小幸運Cover》很快就在YouTube上突破100萬點閱率，同時蚊子也被台灣各線上潮流媒體譽為「台灣饒舌最火 TOP.10」 。

### 2020年：Uni Girls
2020年以"賴賴"藝名加入中華職業棒球大聯盟統一7-ELEVEn獅專屬啦啦隊Uni Girls。2021年起擔任副隊長。

## 音樂作品
音樂作品均由逆流音樂推出
- 2012年12月11日 《夏日密碼 Summer Code》
- 2012年12月11日 《Rap To The Top》
- 2012年12月11日 《停止廢話》
- 2012年12月11日 《Call Me Dancer》
- 2012年12月11日 《停止廢話(Remix)》
- 2012年12月11日 《顏色》
- 2013年3月15日 《Who's Next 誰是下一個》
- 2013年4月22日 《Keep The Faith》
- 2013年8月24日 《逆流感 FDN9》
- 2013年12月23日 《So Shine》
- 2014年3月17日 《花落誰家》
- 2016年2月28日 《上上下下 UP DOWN》
- 2019年1月29日 《I'm Coming》
- 2019年4月15日 《一直都在》

## 节目主持
- 《我愛黑澀棒棒堂》節目單（已停播）

| 日期       | 節目                       | 備註                                    |
| ---------- | -------------------------- | --------------------------------------- |
| 2008/02/06 | 除夕：開堂上課三小時不打烊 | 最佳舞王獎-蚊子+黑棒尬舞+緯蚊配對第一名 |
| 2008/02/07 | 初一：鼠年紅白PK賽         | 蚊子、Taco、丫頭、宇庭"就是要Locking"   |

| 日期       | 節目                        | 備註                              |
| ---------- | --------------------------- | --------------------------------- |
| 2009/01/25 | 2009 除夕紅白打對抗         | 乳牛蚊子-震點ING                  |
| 2009/01/26 | 我的異性好友/偶像劇大集合   | 蚊子的異性好友是誰?               |
| 2009/10/12 | 史上最強雙人舞蹈PK賽 鄭元暢 | 蚊子&毛弟-雙人街舞表演 超酷的!!   |
| 2009/10/13 | 第一屆KUSO模仿大賽          | 蚊子模仿豬哥亮得到滿分啦!!        |
| 2009/10/14 | 瑤瑤粉絲同樂會              | 蚊子再度模仿瑤瑤囉                |
| 2009/10/27 | Elva創意舞蹈大賽            | 蚊子-閃閃惹人愛                   |
| 2009/10/29 | 瑤瑤超必殺清純美照          | 蚊子變身小女人XDD                 |
| 2009/11/23 | 娛樂圈大會考                |                                   |
| 2009/11/25 | 向偶像致敬舞蹈大賽(上)      | 蚊子向安室奈美惠致敬              |
| 2009/11/26 | 向偶像致敬舞蹈大賽 (下)     |                                   |
| 2009/12/01 | 男女混合PK大對抗 PART2      |                                   |
| 2009/12/02 | 金曲新人來獻聲 盧廣仲       | 蚊子模仿盧廣仲跳"再見勾勾"        |
| 2009/12/10 | 無厘頭創意掰歌大賽          | 蚊子&小涵-戀愛秘訣                |
| 2009/12/15 | 與藝人共舞合作賽            | 蚊子&黃靖倫-我的媽 拿到第一啦!    |
| 2009/12/17 | 底迪服裝品味時尚秀          |                                   |
| 2009/12/18 | 新生徵選會 III              |                                   |
| 2009/12/21 | 未成年適不適合進演藝圈?     |                                   |
| 2009/12/22 | 新奇料理大推薦              | 蚊子-"水果冰淇淋燒餅"             |
| 2009/12/24 | 聖誕節創意舞蹈              | 蚊子&李銓&小馬首次合作喔!很可愛!! |
| 2009/12/28 | 年終歲末感謝時間            | 蚊子要感謝的人是鮪魚喔!           |
| 2009/12/29 | 新生徵選決賽 (上)           |                                   |
| 2009/12/30 | 新生徵選決賽 (下)           | 蚊子&小維 跳Nobody                |
| 2009/12/31 | 黑澀奇幻秀                  |                                   |

| 日期       | 節目                                     | 備註                                   |
| ---------- | ---------------------------------------- | -------------------------------------- |
| 2010/01/01 | 2009年爆紅人物排行榜                     | 蚊子模仿郭書瑤                         |
| 2010/01/02 | 谁拍的影片最好笑                         | 蚊子和小涵拍攝「風聲」                 |
| 2010/01/13 | 双人唱跳合作赛                           | 蚊子&小馬-哇哈哈                       |
| 2010/01/14 | 谁才是新的亚洲舞王 大来宾罗志祥          | 蚊子模仿罗志祥-愛的主場秀              |
| 2010/01/15 | 厄日叢林之大逃殺                         | 蚊子&小涵忌妒短片                      |
| 2010/01/18 | 超爆笑掰歌大赛                           | 蚊子&虎牙                              |
| 2010/01/26 | 谁的演片最好笑2                          |                                        |
| 2010/02/03 | 我有一个好莱坞梦                         | 蚊子&Taco-Breaking+外國人的擁抱        |
| 2010/02/04 | 与艺人共舞合作赛                         |                                        |
| 2010/02/05 | 出一张嘴趣味竞赛                         | 喝可樂...                              |
| 2010/02/09 | 小涵生日快樂整人電影試鏡會               | 蚊子有試鏡                             |
| 2010/02/13 | 群星闪耀迎虎年                           | 蚊子&鮪魚                              |
| 2010/02/14 | 群星闪耀迎虎年                           |                                        |
| 2010/02/15 | 新春舞獅大挑戰                           |                                        |
| 2010/03/13 | 红白巨星模仿赛                           | 蚊子模仿Rain-Rainism                   |
| 2010/03/14 | 与艺人掰歌合作赛                         |                                        |
| 2010/03/20 | 电影主题双人舞大赛                       |                                        |
| 2010/03/21 | 我的影片最好笑                           | 蚊子版Annoying Orange 很可愛!!         |
| 2010/03/27 | 三人舞蹈合作赛                           | 蚊子、野兽和小薰-老鼠家庭              |
| 2010/03/28 | 我比美眉还要美                           |                                        |
| 2010/04/04 | 知識大會考 黑棒VS中山女高                |                                        |
| 2010/04/10 | 与艺人共舞合作赛                         | 蚊子&陈奕超ROCK的!                     |
| 2010/04/11 | 超级变变变                               | 蚊子&Taco-挾公仔機                     |
| 2010/04/17 | 新生徵選会                               |                                        |
| 2010/04/18 | 谁是整人之王？                           |                                        |
| 2010/04/24 | 艺人踢馆PK赛                             | 蚊子&丫头 PK BY2                       |
| 2010/04/25 | 英文测验大会考                           | 蚊子有下場玩遊戲                       |
| 2010/05/01 | 挑战自我才艺大突破                       | 蚊子&Taco-太鼓                         |
| 2010/05/07 | 韩流舞蹈大赛 Wonder Girls                | 蚊子&奶粉跳舞                          |
| 2010/05/09 | 母親節快樂 媽媽 好久不見                 |                                        |
| 2010/05/15 | 双人另类道具舞蹈赛                       | 蚊子&小薰                              |
| 2010/05/25 | 艺人VS黑棒 实力对战                      | 蚊子&Taco&鲔鱼&野兽&勇兔               |
| 2010/05/27 | 加油吧！男孩                             |                                        |
| 2010/05/31 | 韩风再起                                 | 蚊子模仿Rain-Hip Song                  |
| 2010/06/01 | 恶搞MV大赛                               | 蚊子&小祿&勇兔-音浪                    |
| 2010/06/02 | 什么样的团体才会红？                     | 蚊子&糖果&小丁(組合名OAO)-蕭亞軒組曲   |
| 2010/06/03 | 娱乐大会考                               | 蚊子有下場                             |
| 2010/06/08 | 美眉真面目大公開                         | 蚊子素顏                               |
| 2010/06/09 | 加油吧！女孩                             | 蚊子有下場                             |
| 2010/06/10 | 新生征选 小心！猛浪来袭                  | 蚊子有發言(左安安評完第2個參賽者)      |
| 2010/06/14 | 美眉主题造型穿搭大赛                     |                                        |
| 2010/06/15 | 黑棒第一届国际标准舞大赛                 | 蚊子&虎牙-捷舞+捷舞式Breaking和Popping |
| 2010/06/16 | 日韩娱乐大会考                           | 蚊子有下場                             |
| 2010/06/22 | 誰的創意最驚人                           | 蚊子有下場                             |
| 2010/06/23 | 情歌也能這樣唱？！                       | 蚊子&奶粉 跳唱戀愛達人                 |
| 2010/06/24 | 誰是一百分男孩                           | 蚊子有下場玩遊戲                       |
| 2010/06/29 | 男女舞蹈對抗賽                           | 蚊子&叮叮&哇哇舞蹈 性感突破!!          |
| 2010/06/30 | 新生超猛才藝秀                           | 蚊子有發言                             |
| 2010/07/01 | 百元情人套餐                             |                                        |
| 2010/07/05 | 雙人韓流創意舞蹈大賽                     | 蚊子&丫头 跳Follow me                  |
| 2010/07/07 | 夏日限定墾丁趣味競賽                     | 蚊子有玩遊戲                           |
| 2010/07/08 | 我要站上大舞台 丁噹                      | 蚊子&虎牙 跳夜貓與叮噹                 |
| 2010/07/12 | 韓流三人舞蹈賽                           | 蚊子&MeiMei&小涵 模仿4minute-Huh       |
| 2010/07/13 | 墾丁突擊 誰是大間諜                      | 蚊子房間被突襲                         |
| 2010/07/14 | 韓國偶像F.CUZ歌舞挑戰賽 / 韓國娛樂大會考 | 蚊子&Taco跳舞                          |
| 2010/07/15 | 與藝人共舞合作賽                         |                                        |
| 2010/08/02 | 美眉也能變女神                           | 蚊子有下場                             |
| 2010/08/05 | 韓流MV舞蹈大賽 複賽第三場                |                                        |
| 2010/08/09 | 群魔亂舞 創意舞蹈大賽                    | 蚊子&Taco跳貞子                        |
| 2010/08/11 | 韓國 I'm coming 直擊韓星最常出沒的名店!! |                                        |
| 2010/08/12 | 韓流MV舞蹈大賽 複賽第四場                |                                        |
| 2010/08/16 | 天后大對決                               | 蚊子模仿BoA 超棒的!!                   |
| 2010/08/18 | 韓國 I'm coming 誰是韓系甜心?            |                                        |
| 2010/08/23 | 小賈斯丁創意歌舞大賽                     | 蚊子&Taco幫鮪魚伴舞                    |
| 2010/08/25 | 韓國 I'm coming 韓國街頭帥哥美女來接歌   |                                        |
| 2010/09/01 | 韓國行最終回 史上最扯的整人企劃          |                                        |
| 2010/09/07 | 誰是韓國娛樂通？                         | 蚊子有下場                             |
| 2010/09/09 | 學長姐才藝合作淘汰賽Ⅱ                    |                                        |
| 2010/09/29 | 舞力全开之MV模仿示范赛                   | 蚊子&EDD&Taco获得满分                  |

- 《我愛黑澀會》節目單（已停播）

| 日期       | 節目                                         | 備註 |
| ---------- | -------------------------------------------- | --- |
| 2007/02/19 | 大年初二：黑澀會舞蹈大賽                     | 第一次在黑澀會亮相，以KD3團員身份參加黑澀會舞蹈大賽，表演頭轉，嚇壞黑人老大和評委，以出色的表現取得第一名 |
| 2007/03/19 | 徵選會：新美眉選拔賽                         | 蚊子表演Breaking，評審一致通過入選，成為《我愛黑澀會》的其中一員                                          |
| 2007/03/21 | 表演課：神乎其技魔術Show                     | 成為美眉後第一次上節目，有發言和表演Breaking                                                              |
| 2007/03/22 | 音樂課：星光選手來踢館                       | |
| 2007/03/27 | 特別企劃：記憶力大考驗                       | |
| 2007/03/30 | 特別企劃：史上最正帥哥美女老師               | |
| 2007/04/02 | 美眉偵查局：誰幫家人還了50萬的負債           | |
| 2007/04/04 | 表演課：美眉模仿大賽                         | 蚊子模仿小豬跳"精舞門"得到MVP                                                                             |
| 2007/04/05 | 特別企劃：超好吃麵包特輯                     | 蚊子吃完麵包定杆                                                                                          |
| 2007/04/11 | 特別企劃：丫頭 瑤瑤生日禮物爭奪戰            | |
| 2007/04/13 | 特別企劃：美眉偵查庭                         | 蚊子騙老大!?                                                                                              |
| 2007/04/16 | 造型課：視覺系藝人是這樣當滴                 | 蚊子的經典造型黑桃A                                                                                       |
| 2007/04/19 | 殘酷舞台：美眉淘汰賽(上)                     | 跳美眉Special                                                                                             |
| 2007/04/20 | 殘酷舞台：美眉淘汰賽(下)                     | |
| 2007/05/03 | 音樂課：台客搖滾讓你HIGH翻天                 | |
| 2007/05/04 | 舞蹈課：動感天王一起來跳舞                   | 蚊子跳POPPING+跟吳建豪尬舞                                                                                |
| 2007/05/07 | 美眉偵查庭：誰是愛情失敗者?                  | |
| 2007/05/08 | 特別企劃：艾薇兒服裝造型大賽                 | 蚊子進前五名                                                                                              |
| 2007/05/09 | 特別企劃：席亞拉舞蹈大賽                     | 蚊子跳"GET UP"得第三名                                                                                    |
| 2007/05/10 | 特別企劃：我的寶貝媽咪(上)                   | |
| 2007/05/11 | 特別企劃：我的寶貝媽咪(下)                   | 蚊子跟媽媽跳舞                                                                                            |
| 2007/05/16 | 音樂課：我們都是甜心教主                     | 蚊子跳"愛的天靈靈"得到MVP                                                                                 |
| 2007/05/17 | 調查局：誰是嬌嬌女?                          | |
| 2007/05/21 | 音樂課：情歌&High歌一樣棒                    | |
| 2007/05/22 | 美眉偵查庭：誰的身體住著男孩靈魂             | |
| 2007/05/23 | 殘酷舞台：美眉淘汰賽(上)                     | 蚊子跳舞和RAP                                                                                             |
| 2007/05/24 | 殘酷舞台：美眉淘汰賽(下)                     | 蚊子差點被淘汰                                                                                            |
| 2007/05/25 | 命理課：超神奇!愛的占卜學                    | |
| 2007/05/25 | 新生徵選會(下)                               | 蚊子推銷Taco,最後Taco入選了                                                                               |
| 2007/05/31 | 表演課：徐懷鈺舞蹈模仿大賽                   | 蚊子跳"妙妙妙"得到MVP                                                                                     |
| 2007/06/01 | 音樂課：完美合聲不簡單                       | |
| 2007/06/04 | 美眉突擊：包包私密物大公開                   | |
| 2007/06/05 | 特別企劃：健康美麗之星選拔                   | 蚊子表演古箏                                                                                              |
| 2007/06/06 | 特別企劃：九妞妞幸福特輯(上)                 | |
| 2007/06/07 | 特別企劃：九妞妞幸福特輯(下)                 | |
| 2007/06/12 | 特別企劃：Lollipop棒棒堂夏日初體驗           | 蚊子與Lollipop棒棒堂的BATTLE                                                                              |
| 2007/06/13 | 調查局：最不想和Lollipop棒棒堂哪位男孩交往？ | |
| 2007/06/15 | 特別企劃：墾丁躲貓貓                         | |
| 2007/06/18 | 表演課：換我來演戲(上)                       | |
| 2007/06/19 | 表演課：換我來演戲(下)                       | |
|            | 特別企劃：墾丁戲水大作戰                     | 蚊子跟恐龍游泳圈                                                                                          |
| 2007/06/21 | 特別企劃：美眉墾丁房間大突擊                 | |
| 2007/06/22 | 特別企劃：墾丁沙灘遊戲PK賽                   | 蚊子跟鬼鬼PK                                                                                              |
| 2007/06/25 | 調查局：男藝人想和哪位美眉拍吻戲?            | 最不想第一名：蚊子                                                                                        |
| 2007/06/26 | 特別企劃：驪歌響起 美眉畢業啦!! 張棟梁       | |
| 2007/06/27 | 造型課：這樣的STYLE最迷人!(上)               | |
| 2007/06/28 | 造型課：這樣的STYLE最迷人!(下)               | |
| 2007/06/29 | 表演課：美眉童話異想世界                     | 蚊子表演三隻小豬得第二名                                                                                  |
| 2007/07/02 | 調查局：誰最有可能紅?                        | 誰是長不大的女孩                                                                                          |
| 2007/07/03 | 體育課：你也可以成為女打仔                   | |
| 2007/07/04 | 真心換絕情：人性考驗大比拼節目               | |
| 2007/07/05 | 音樂課：不容忽視的好聲音                     | |
| 2007/07/06 | 團康時間：令人回味的童玩遊戲                 | |
| 2007/07/10 | 調查局：誰最有可能紅?                        | 蚊子和威廉再次BATTLE                                                                                      |
| 2007/07/16 | 特別企劃：2007年中評比(上)                   | 跳蚊子狂想曲                                                                                              |
| 2007/07/17 | 特別企劃：2007年中評比(下)                   | 蚊子獲得特別獎                                                                                            |
| 2007/07/19 | 表演課：今夏必看的偶像劇 黑糖瑪奇朶(上)      | 在開頭老大問蚊子什麼時候談戀愛! 也有問問題                                                                |
| 2007/07/20 | 表演課：今夏必看的偶像劇 黑糖瑪奇朶(下)      | |
| 2007/07/23 | 樂壇星勢力(上)                               | |
| 2007/07/24 | 樂壇星勢力(下)                               | |
| 2007/07/26 | 音樂課：最貼近年輕人的聲音                   | |
| 2007/07/27 | 特別企劃：蕾哈娜舞蹈大賽                     | 蚊子"蕾哈娜之木偶也瘋狂"                                                                                  |
| 2007/08/03 | 調查局：誰最適合主持兒童節目                 | 最適合第一名：蚊子                                                                                        |
| 2007/08/07 | 音樂課：用音樂來探險 南拳媽媽                | |
| 2007/08/08 | 特別企劃：爸爸節愛心料理大賽                 | |
| 2007/08/09 | 生日快樂：MeiMei V.S 鬼鬼 禮物爭奪戰         | |
| 2007/08/10 | 調查局：誰是白雪公主?                        | 第五名：蚊子                                                                                              |
| 2007/09/17 | 我的頑皮寶貝 S.H.E-Ella                      | |
| 2007/09/21 | 特別企劃：美眉年度大戲                       | 蚊子飾演平民                                                                                              |
| 2007/09/28 | 特別企劃：另類老師大會串                     | |
| 2007/10/03 | 特別企劃：美眉大告解(上)                     | |
| 2007/10/03 | 特別企劃：美眉大告解(下)                     | 蚊子對弟弟的告解                                                                                          |
| 2007/10/04 | 調查局：誰可能去做整形手術?                  | 第四名：蚊子                                                                                              |
| 2007/10/05 | 團康時間：魔法趣味競賽                       | 蚊子老大互打!?                                                                                            |
| 2007/10/08 | 大突擊：美眉包包的秘密(上)                   | |
| 2007/10/09 | 大突擊：美眉包包的秘密(下)                   | |
| 2007/10/10 | 特別企劃：誠實賓果王                         | |
| 2007/10/12 | 偵查庭：誰是活在久象牙塔的女孩?              | |
| 2007/10/15 | 表演課：天后秘密大公開Jolin                  | |
|            | 表演課：Jolin經典舞蹈大賽(上)                | |
| 2007/10/16 | 表演課：Jolin經典舞蹈大賽(下)                | 蚊子跳"愛無赦"得到MVP                                                                                     |
| 2007/10/17 | 殘酷舞台：美眉淘汰賽(上)                     | 蚊子"我就是要挑戰我自己"RAP                                                                               |
| 2007/10/18 | 殘酷舞台：美眉淘汰賽(下)                     | 蚊子得到第一名                                                                                            |
| 2007/10/19 | 真心換絕情：網友最想看的爆料組合!            | |
| 2007/10/22 | 特別企劃：美眉大告解(上)                     | |
| 2007/10/23 | 特別企劃：美眉大告解(下)                     | |
| 2007/10/24 | 團康時間：美眉趣味競賽                       | 李銓想謀殺蚊子!?                                                                                          |
| 2007/10/25 | 表演課：美眉玩酷造型大賽 潘瑋柏              | 蚊子台妹風                                                                                                |
| 2007/10/26 | 家政課：Energy料理廚房                       | |
| 2007/10/29 | 特別企劃：誠實賓果王                         | |
| 2007/10/30 | 表演課：Kuso搖滾大賽                         | 蚊子KUSO搖滾!                                                                                             |
| 2007/10/31 | 團康時間：萬聖節趣味競賽                     | 蚊子的黑桃A造型!                                                                                          |
| 2007/11/01 | 表演課：美眉玩酷舞蹈大賽 潘瑋柏              | 蚊子表演"我最酷"得到第二名                                                                                |
| 2007/11/02 | 偵查庭：深藏不露的美眉?                      | |
| 2007/11/06 | 生存遊戲：我要活下去                         | |
| 2007/11/07 | 特別企劃：美眉大審判                         | |
| 2007/11/08 | 音樂課：愛行星的音樂世界                     | |
| 2007/11/09 | 特別企劃：未成年的心情                       | |
| 2007/11/12 | 表演課：史上最殺鬥牛組合(上)                 | |
| 2007/11/13 | 表演課：史上最殺鬥牛組合(下)                 | |
|            | 生存遊戲：我要活下去(上)                     | |
| 2007/11/14 | 生存遊戲：我要活下去(下)                     | |
| 2007/11/20 | 表演課：獨SHOW就夠酷(上)                     | 蚊子跳"精舞門"                                                                                            |
| 2007/11/21 | 表演課：獨SHOW就夠酷(下)                     | 蚊子跳"一支獨秀"得到MVP                                                                                   |
| 2007/11/22 | 特別企劃：觀眾最想看的經典畫面(上)           | 第十名：蚊子PKLollipop棒棒堂                                                                              |
| 2007/11/22 | 特別企劃：觀眾最想看的經典畫面(下)           | |
| 2007/11/27 | 特別企劃：醜小鴨變天鵝                       | |
| 2007/11/28 | 表演課：電影主角換我當                       | |
| 2007/11/29 | 表演課：美眉摩登復古Party(上)                | |
| 2007/11/30 | 表演課：美眉摩登復古Party(下)                | 蚊子貓王分身蚊子王                                                                                        |
|            | 團康時間：美眉趣味競賽                       | |
| 2007/12/03 | PK賽：新人爭霸戰 大嘴巴                      | 蚊子跟Taco跳舞                                                                                            |
| 2007/12/04 | 團康時間：美眉趣味競賽                       | |
| 2007/12/05 | 殘酷舞台：美眉淘汰賽(上)                     | 蚊子"我的15歲"                                                                                            |
| 2007/12/06 | 殘酷舞台：美眉淘汰賽(下)                     | 蚊子得到特別獎                                                                                            |
| 2007/12/07 | 音樂課：情歌就要這樣唱                       | |
| 2007/12/12 | 調查局：誰注定只能當配角?                    | 第一名：蚊子                                                                                              |
| 2007/12/13 | 特別企劃：好久不見的人氣美眉                 | 蚊子跟萬太尬舞                                                                                            |
| 2007/12/14 | 團康時間：美眉趣味競賽                       | |
| 2007/12/18 | 大挑戰：雜耍                                 | |
| 2007/12/20 | 特別企劃：尋找我的真命天子                   | |
| 2007/12/21 | 默契考驗：誠實賓果王                         | 蚊子被鬼鬼咬                                                                                              |
| 2007/12/24 | 特別企劃：美眉耶誕Party                      | 第二名：蚊子 - 最難忘聖誕                                                                                 |
| 2007/12/25 | 表演課：學做一個甜心女孩                     | 蚊子跳"飄飄"得到MVP                                                                                       |
| 2007/12/26 | 特別企劃：老妞新妞大對抗                     | |

| 日期       | 節目                                    | 備註                                              |
| ---------- | --------------------------------------- | ------------------------------------------------- |
| 2008/01/01 | 年終評比：總冠軍爭奪戰(上)              |                                                   |
| 2008/01/02 | 年終評比：總冠軍爭奪戰(中)              | 蚊子跟Taco跳"科學小飛俠"                          |
| 2008/01/03 | 年終評比：總冠軍爭奪戰(下)              | 蚊子得到第三名+第三次優勝                         |
| 2008/01/04 | 整人計劃：洪詩斯亞生日快樂！            | 蚊子跟Taco玩遊戲                                  |
| 2008/01/10 | 首曝光：萬眾矚目的專輯楊宗緯(上)        | 蚊子跳舞                                          |
| 2008/01/11 | 首曝光：萬眾矚目的專輯楊宗緯(下)        |                                                   |
| 2008/01/14 | 音樂課：最IN的聲音組合                  | 林宥嘉有注意到蚊子                                |
| 2008/01/15 | 表演課：百變小天後的魅力 張韶涵         |                                                   |
| 2008/01/17 | 特別企劃：明日之星爭霸戰                | 蚊子跳舞+頒發收視保證黃金短褲                     |
| 2008/01/18 | 生活規劃：美眉夢幻行業大公開            | 蚊子哭了                                          |
| 2008/01/21 | 冬季限定：超認真運動會                  |                                                   |
| 2008/01/22 | 戀愛學：追女秘技大公開                  |                                                   |
|            | 戀愛學：我不想要好人卡(上)              |                                                   |
| 2008/01/23 | 戀愛學：我不想要好人卡(下)              |                                                   |
| 2008/01/24 | 特別企劃：2007誰是衰王                  |                                                   |
| 2008/01/25 | 星座課：2008神準運勢大解析              | 專家預測蚊子是人氣王                              |
| 2008/01/28 | 冬季限定：美眉趣味運動會                |                                                   |
| 2008/01/31 | 大突擊：舞王蚊子私密大公開              | 蚊子表練風車和頭轉                                |
| 2008/02/01 | 音樂課：你從沒聽過的曹格                |                                                   |
| 2008/02/05 | 小年夜：紅藍對抗賽                      |                                                   |
| 2008/02/08 | 特別企劃：小巨蛋演唱會實錄              | 蚊子組表演                                        |
| 2008/02/11 | 特別企劃：人氣美眉回娘家(上)            | 蚊子跟點點尬舞                                    |
| 2008/02/12 | 特別企劃：人氣美眉回娘家(下)            |                                                   |
| 2008/02/13 | 情人節：優質帥哥來聯誼(上)              |                                                   |
| 2008/02/14 | 情人節：優質帥哥來聯誼(下)              | 蚊子跟Alex配對                                    |
| 2008/02/18 | 音樂課：超認真歌喉戰(上)                |                                                   |
| 2008/02/19 | 音樂課：超認真歌喉戰(下)                | 蚊子唱"當你"                                      |
| 2008/02/22 | 調查局：誰是明日之星?                   | 蚊子發表心中的名單                                |
| 2008/02/25 | 特別企劃：美眉人氣PK賽(上)              |                                                   |
| 2008/02/26 | 特別企劃：美眉人氣PK賽(下)              |                                                   |
|            | 特別企劃：從未公開的機密檔案(上)        | Taco爆蚊子的料                                    |
| 2008/02/29 | 音樂課：星光&美眉PK殊死戰               | 蚊子跟賴銘偉跳八家將                              |
| 2008/03/03 | 特別企劃：寒假作業總驗收(上)            | 蚊子背唐詩                                        |
| 2008/03/04 | 特別企劃：寒假作業總驗收(下)            | 蚊子背唐詩                                        |
| 2008/03/05 | 音樂課：原來方大同是這樣!               |                                                   |
| 2008/03/06 | 舞蹈課：新舊妹創意舞蹈PK(上)            |                                                   |
| 2008/03/07 | 舞蹈課：新舊妹創意舞蹈PK(下)            | 蚊子&Taco"我和我的影子"                           |
|            | 特別企劃：安可!!小巨蛋演出Live Show     | 蚊子春麗造型+現場表演                             |
| 2008/03/10 | 家政課：美眉創意料理大賽(上)            |                                                   |
| 2008/03/11 | 家政課：美眉創意料理大賽(下)            |                                                   |
| 2008/03/12 | 戀愛學：誰能擄獲男孩心？                | 蚊子表演籃球舞得到MVP                             |
| 2008/03/14 | 特別企劃：美眉寶物鑒定大賽              | 蚊子寶物Hello Kitty 12星座限量電話卡              |
| 2008/03/17 | 音樂課：今天只為美眉寫詩                |                                                   |
| 2008/03/19 | 表演課：美眉趣味模仿Party               | 蚊子跟Taco模仿酷龍得第三名                        |
| 2008/03/20 | 團康時間：Lollipop棒棒堂來踢館啦！      | 蚊子跳舞+跟阿緯PK繞口令                           |
| 2008/03/24 | 新生代美眉報到                          | 學妹們都很喜歡蚊子                                |
| 2008/03/25 | 心理輔導：美眉竟然怕這個                |                                                   |
| 2008/03/26 | 特別企劃：我也想當黑澀會美眉(上)        |                                                   |
| 2008/03/27 | 特別企劃：我也想當黑澀會美眉(下)        |                                                   |
|            | 音樂課：美眉搖滾音樂夢(上)              |                                                   |
| 2008/03/28 | 音樂課：美眉搖滾音樂夢(下)              |                                                   |
| 2008/03/31 | 戀愛學：美眉們的曖昧好友                |                                                   |
| 2008/04/01 | 大挑戰：美眉高空彈跳全紀錄              | 蚊子空中定杆                                      |
| 2008/04/02 | 音樂課：新舊妹歌喉PK戰(上)              | 蚊子唱"科學小飛俠"                                |
| 2008/04/03 | 運動會：草原爆笑對抗賽                  |                                                   |
| 2008/04/04 | 體育課：趣味競賽                        |                                                   |
| 2008/04/07 | 特別企劃：演唱會嘉賓選拔賽 楊宗緯       | 蚊子"誰會改變我"                                  |
| 2008/04/15 | 表演課：這樣演才能當女主角              | 蚊子表演                                          |
| 2008/04/23 | 家政課：給王子的愛心便當                |                                                   |
| 2008/04/24 | 大突擊：美眉包包秘密全曝光              | 蚊子校服造型                                      |
| 2008/04/25 | 聯誼：我也想當美眉的男友!!              |                                                   |
| 2008/04/28 | 新舊PK：當年我們流行這個                | 蚊子模仿Janet Jackson                             |
| 2008/04/29 | 表演課：舞台魅力PK賽(上)                | 蚊子舞蹈意外受傷                                  |
| 2008/04/30 | 表演課：舞台魅力PK賽(下)                |                                                   |
| 2008/05/01 | 團康時間：夏季變裝格鬥大賽              | 蚊子傻笑飆車族                                    |
| 2008/05/05 | 生日特輯：生日就是該被整                |                                                   |
| 2008/05/06 | 造型課：美眉品味PKⅡ(上)                 | 蚊子&Hannah一組                                   |
| 2008/05/07 | 造型課：美眉品味PKⅡ(下)                 | 蚊子組勝出                                        |
|            | 智力測驗：誰是新一代聰明王?             |                                                   |
| 2008/05/14 | 調查局：哪個美眉有大頭症                |                                                   |
| 2008/05/15 | 表演課：我們都是校園風雲人物            | 蚊子、少少、琳妲、宇庭跳舞                        |
| 2008/05/19 | 新舊PK：通告費爭奪戰                    |                                                   |
| 2008/05/20 | 特別企劃：誰是黑澀會的A咖？             | 蚊子、Taco"這就是我們"                            |
| 2008/05/21 | 表演課：韓流巨星模仿大賽                | 蚊子跳"PASSION"得到MVP                            |
| 2008/05/22 | 造型課：夏季服裝走秀大賽                |                                                   |
| 2008/05/27 | 殘酷舞台：師徒制淘汰賽(上)              | 蚊子、Hannah練習片段                              |
| 2008/05/28 | 殘酷舞台：師徒制淘汰賽(下)              | 蚊子在學姐區                                      |
| 2008/05/29 | 夏季限定：墾丁水上生死鬥                |                                                   |
| 2008/05/30 | 特別企劃：美眉愛心拍賣會(上)            | 蚊子拍賣鞋子                                      |
| 2008/06/01 | 特別企劃：美眉愛心拍賣會(下)            |                                                   |
| 2008/06/02 | 特別企劃：郭靜演唱會嘉賓選拔賽          |                                                   |
| 2008/06/03 | 特別企劃：美眉墾丁房間大突擊            | 蚊子被突擊                                        |
| 2008/06/04 | 夏季限定：墾丁沙灘生死鬥                |                                                   |
| 2008/06/05 | 戀愛學：偶像帥哥怎麼樣談戀愛(上)        | 鄭元暢逗蚊子                                      |
| 2008/06/06 | 戀愛學：偶像帥哥怎麼樣談戀愛(下)        |                                                   |
| 2008/06/09 | 調查局：誰是黑澀會蠢妞?                 |                                                   |
| 2008/06/11 | 特別企劃：鏡頭外的美眉心聲              | 陳老師登場,提及蚊子一路走來的辛酸                 |
| 2008/06/12 | 舞蹈大賽：到底誰是Dancing Queen         | 蚊子滿分得到Dancing Queen封號                     |
| 2008/06/13 | 夏季限定：美眉墾丁躲貓貓                | 蚊子躲到垃圾桶裡了                                |
| 2008/06/16 | 音樂課： Lollipop VS 黑澀會音樂大挑戰   | 蚊子唱歌跳舞                                      |
| 2008/06/17 | 表演課：蕭亞軒模仿大賽                  | 蚊子跳唱"愛的主打歌"得到MVP                       |
| 2008/06/18 | 音樂課：期待已久的好聲音 蕭敬騰         |                                                   |
| 2008/06/19 | 音樂課：超級美聲音樂Party               | 備註                                              |
| 2008/06/20 | 家政課：夏日輕食料理大作戰              | 蚊子料理 - "夏天的邂逅"大受好評                   |
| 2008/06/23 | 戀愛學：男同學到底在想什麼?             |                                                   |
| 2008/06/24 | 特別企劃：新生征選(上)                  | 蚊子跟新生奈子尬舞                                |
| 2008/06/25 | 特別企劃：新生征選(下)                  |                                                   |
| 2008/06/26 | 特別企劃：上網必看的人氣相簿            | 蚊子發表心中的名單                                |
| 2008/06/27 | 造型大賽：水嫩嫩透明系女孩              | 蚊子進入八強                                      |
| 2008/07/07 | 夏日創意舞蹈大賽                        | 蚊子"進化版剉冰進行曲"得到第一名                  |
| 2008/07/08 | 范范老師來代課囉!                       | 蚊子被范范問最愛哪位棒棒堂底迪                    |
| 2008/07/09 | 唱到心坎里的情歌王子 古巨基             |                                                   |
| 2008/07/10 | 亞洲舞王 羅志祥                         | 蚊子表演"Show time"&"必殺技"勝出                  |
| 2008/07/14 | 朝全方位偶像邁進 蕭敬騰                 |                                                   |
| 2008/07/15 | 蜜糖甜心養成班                          | 蚊子教來賓跳locking                               |
| 2008/07/16 | 誰是最佳男僕PK賽                        |                                                   |
| 2008/07/17 | 球員也渾身是戲 台啤籃球隊               | 蚊子教跳籃球舞、演戲                              |
| 2008/07/18 | 群模亂舞示範賽 蕭亞軒                   | 蚊子、Taco、少少表演"開始愛"勝出                  |
| 2008/07/21 | 宅男塾大戰公主幫(上)                    | 宅男塾也想找蚊子當MV女主角                        |
| 2008/07/22 | 宅男塾大戰公主幫(下)                    |                                                   |
|            | 輕食料理總決賽                          | 蚊子料理 "夏天的邂逅" 最後勝出                    |
| 2008/07/23 | 美眉的夢想未來式(上) 潘瑋柏             | 蚊子想要跟潘瑋柏一樣有「態度」                    |
| 2008/07/24 | 美眉的夢想未來式(下) 潘瑋柏             | 蚊子表演"我的麥克風"                              |
| 2008/07/25 | 宅男的異想世界 盧廣仲                   | 蚊子分享她的生活態度+表演跳舞                     |
| 2008/07/28 | 超認真歌喉大戰Part3(上)                 |                                                   |
| 2008/07/29 | 超認真歌喉大戰Part3(下)                 | 蚊子唱"幸福的背後"有21分                          |
| 2008/07/30 | 我也要當舞林高手                        | 蚊子跳Popping                                     |
| 2008/08/31 | 天啊!!美眉連整個也買?!                  |                                                   |
| 2008/08/01 | 誰是NO.1海灘甜心                        | 蚊子的水母造型                                    |
| 2008/08/04 | 我的眼光最好                            |                                                   |
| 2008/08/05 | 新科歌王來報到 曹格                     | 蚊子唱跳"愛無赦"獲得MVP                           |
| 2008/08/06 | 異國帥哥來聯誼(上)                      |                                                   |
| 2008/08/07 | 異國帥哥來聯誼(下)                      |                                                   |
| 2008/08/11 | 美眉音樂大車拼!!                        |                                                   |
|            | 蕭亞軒群模亂武總決賽                    | 蚊子、Taco、少少在比賽得到冠軍                    |
| 2008/08/12 | 美眉們的蛻變(上)                        |                                                   |
| 2008/08/13 | 美眉們的蛻變(下)                        | 蚊子"一路走來的我"                                |
| 2008/08/14 | 萬眾矚目的音樂魔術師 吳克群             | 蚊子首次表演魔術並獲得MVP                         |
| 2008/08/15 | 誰是新一代人氣美眉                      |                                                   |
| 2008/08/18 | 就是他們取代黑澀會美眉 黑Girl           |                                                   |
| 2008/08/19 | 你想不到她以前長這樣 阿雅               | 蚊子分享以前的樣子                                |
| 2008/08/20 | 美眉打工悲慘回憶錄                      | 蚊子分享一次上台表演的悲慘回憶                    |
| 2008/08/21 | 夏日無敵青春克                          | 蚊子秀了一小段舞                                  |
| 2008/08/22 | 我的眼光最好 尋找帥哥大作戰             |                                                   |
| 2008/08/25 | 三人一心舞蹈大賽                        | 蚊子、A-SO、奈子跳舞優勝                          |
| 2008/08/26 | 老大到底有多行?                         | 蚊子是今天的苦茶小妹                              |
|            | 黑GIRL香港行感動全記錄                  |                                                   |
| 2008/08/27 | 今夜歡唱不打烊 胡彥斌                   |                                                   |
|            | 特別演出: 棒棒堂畢業升級總評比(下)      | 蚊子當敖犬"鬼斧神工"的Dancer，最後是冠軍!         |
| 2008/08/28 | 超火的動感女聲 劉力揚 周定緯            | 蚊子表演"第五街的誘惑"滿分獲得MVP                 |
| 2008/08/29 | 與身俱來的搖滾本色 神木與瞳             | 蚊子跟豆腐演唱"乖乖"                              |
| 2008/09/01 | 超認真歌喉大賽Part2(上)                 |                                                   |
| 2008/09/02 | 超認真歌喉大賽Part2(下)                 |                                                   |
| 2008/09/03 | 美眉海外旅行新鮮事                      | 蚊子小時候就去過內地表演囉!                       |
| 2008/09/04 | 到底誰是說謊精                          |                                                   |
| 2008/09/05 | 美眉的迷信百科全書                      | 蚊子也很迷信!                                     |
| 2008/09/08 | 我也曾經迷過他(助教：李銓)              | 蚊子很迷蜜雪薇琪                                  |
| 2008/09/09 | 黑Girl創意舞蹈大賽(上)                  | 蚊子、宇庭表演"黑Girl的成長"                      |
| 2008/09/10 | 黑Girl創意舞蹈大賽(下)                  | 蚊子第一次表演扯鈴，獲得滿分                      |
| 2008/09/11 | 一句話決定你的態度(助教：野獸)          | 蚊子：「不要懷疑自己的努力 切莫太相信自己的運氣」 |
| 2008/09/12 | 意想不到創作系美眉(助教：阿本)          |                                                   |
| 2008/09/15 | 水水女孩來咯 瘋狂大對抗(助教：毛弟)     | 蚊子的腰力很好喔!                                 |
| 2008/09/16 | 美眉的魔幻世界(助教：野獸))             | 蚊子的魔術表演得到MVP                             |
| 2008/09/17 | 老歌新跳舞蹈大賽(助教：鮪魚)            | 蚊子、薔薔表演"Hey Hey TAXI"                      |
| 2008/09/18 | 哪裡5打抗突襲黑澀會(助教：小祿)         | 蚊子驚人的肚皮舞!                                 |
| 2008/09/19 | 莎呦娜啦我的愛 李玖哲 A-Lin(助教：小祿) |                                                   |
| 2008/09/22 | 超害羞閨房小秘密(助教：毛弟)            | 蚊子的小熊寶寶                                    |
| 2008/09/23 | 不帶這個我沒辦法出門(助教：李銓)        |                                                   |
| 2008/09/24 | 誰是音樂知識王?(助教：野獸))            |                                                   |
| 2008/09/25 | 舞林高手來踢館 (助教：鮪魚)             | 蚊子、鮪魚表演Popping                             |
| 2008/09/26 | 向黑澀會幕後推手致敬 (助教：小祿)       | 蚊子跟叮叮老師學SEXY舞風                          |
| 2008/09/29 | 強搭弱舞蹈大賽                          | 蚊子跟瑤瑤一組表演跳舞                            |
| 2008/09/30 | 我的黑澀會麻吉(助教：毛弟)              | 蚊子跟Taco是麻吉                                  |
| 2008/10/01 | 美眉秘密好友來爆料 (助教：毛弟)         | 蚊子的好朋友爆料                                  |
| 2008/10/06 | 誰是公主病重症患者 (助教：阿本)         |                                                   |
| 2008/10/09 | 音樂知識王大賽(助教：毛弟)              |                                                   |
| 2008/10/13 | 黯然銷魂網絡人氣甜品(助教：鮪魚)        |                                                   |
| 2008/10/14 | 黑糖群俠光臨黑澀會(上)(助教：小馬)      |                                                   |
| 2008/10/15 | 黑糖群俠光臨黑澀會(下)(助教：小馬)      |                                                   |
| 2008/10/17 | 饒舌就要這樣才夠嗆MC HotDog(助教：小祿) | 蚊子表演RAP"想太多小姐"                           |
| 2008/10/21 | 美眉SUPERSTAR模仿大賽(助教：鮪魚)       | 蚊子表演"一支獨秀進階版"                          |
| 2008/10/27 | 超人氣高校社團                          | 黑澀會換新制服                                    |
| 2008/10/28 | 尋找店員美女大作戰                      |                                                   |
| 2008/10/30 | 情竇初開純純的愛                        | 蚊子、阿良一起當范范的僕人                        |
|            | 黑糖福利社                              | 蚊子的女僕裝                                      |
| 2008/10/31 | 我是創意發明王                          |                                                   |
| 2008/11/03 | 校園特級高手大集合                      |                                                   |
| 2008/11/04 | 尋找校園美女                            |                                                   |
| 2008/11/05 | 30秒包你笑大挑戰                        |                                                   |
| 2008/11/12 | 超人氣社團 Part II                      |                                                   |
| 2008/11/14 | 30秒包你笑大挑戰                        |                                                   |
|            | 黑糖福利社第二彈                        |                                                   |
| 2008/11/17 | 新美眉入學典禮                          |                                                   |
| 2008/11/18 | 特別企劃：ENERGY書偉生日驚喜            | 蚊子表演"蚊子之舞"                                |
| 2008/11/19 | 大明星的私密日記 鄭元暢 林依晨 張睿家   |                                                   |
| 2008/11/24 | 大突擊 美眉下課後之蚊子生日快樂         | 蚊子生日                                          |
| 2008/11/28 | 不再只是命中注定 阮經天                 | 蚊子上課前跟小薰說悄悄話                          |
| 2008/12/01 | 打工天兵行徑大公開                      | 蚊子上課前跟MeiMei說悄悄話                        |
| 2008/12/03 | 黑澀會KTV再開張 信 星光三少             |                                                   |
| 2008/12/05 | 30秒包你笑大挑戰                        |                                                   |
|            | 范范演唱會幕後直擊                      | 蚊子有去看范范的演唱會喔!                         |
| 2008/12/08 | 這種聲音怎麼可能變黃鶯                  | 蚊子唱"我要快樂"                                  |
| 2008/12/16 | 生活課：另類指數大調查                  | 蚊子示範舔奶油                                    |
| 2008/12/18 | 尋找店員帥哥                            |                                                   |
| 2008/12/19 | 30秒包你笑總決賽                        |                                                   |
|            | 金馬漏網鏡頭大公開                      |                                                   |
| 2008/12/24 | 聖誕快樂 誰比誰瞎禮物大交換             | 蚊子爆陳老師的料!蚊子送的禮物竟然是…              |
| 2008/12/29 | 趙哥你懂不懂 網絡超夯用語大全           | 蚊子上課前跟鬼鬼說悄悄話                          |

| 日期       | 節目                                  | 備註                            |
| ---------- | ------------------------------------- | ------------------------------- |
| 2009/01/01 | 2008黑澀會年度金鐘獎                  | 蚊子－最為節目犧牲獎            |
| 2009/01/02 | 特別企劃：當年就是迷戀他              |                                 |
| 2009/01/05 | 誰是最潮追男高手 羅志祥               | 蚊子表演"箇中強手"              |
| 2009/01/06 | 爸媽你們不懂啦 上課就是要帶這個才行   | 蚊子帶啞呤上學                  |
| 2009/01/07 | 我家寶貝真的不笨                      | 蚊子真的不笨喔!                 |
| 2009/01/08 | 美眉網路瞎拼實錄                      |                                 |
| 2009/01/09 | 另類調查PART3 什麼情況會讓你很糗？    | 什麼事會讓蚊子抓狂??            |
| 2009/01/12 | 我就是好運! 不然你要怎麼樣            |                                 |
| 2009/01/13 | Welcome 2009 美眉趣味競賽             |                                 |
| 2009/01/14 | MV優質帥哥來報到                      |                                 |
| 2009/01/15 | 你要吃什麽?                           | 蚊子、TACO、鬼鬼一組            |
| 2009/01/12 | 方大同英語教室                        |                                 |
| 2009/01/19 | 我們才是書香世家 第一屆親子知識大賽   | 備註                            |
| 2009/01/21 | 另類指數大調查 part 4                 |                                 |
| 2009/02/03 | 美眉運動會                            |                                 |
| 2009/02/05 | 美眉真心話大冒險                      | 蚊子側手翻過忠孝東路            |
| 2009/02/12 | 主人! 我可以為你服務嗎                | 蚊子餵蕭敬騰吃飯                |
| 2009/02/13 | 冬天限定大型道具運動會                |                                 |
| 2009/02/17 | 青春無敵國中美少女                    | 蚊子也有去找美少女喔!           |
| 2009/02/24 | 男女星座大不同                        |                                 |
| 2009/03/02 | 恐怖調查局之小薰生日快樂              |                                 |
| 2009/03/06 | 認識一下 亞姐琳恩來交友               |                                 |
| 2009/03/09 | 美眉超漾運動會                        |                                 |
| 2009/03/10 | 男女星座大不同Ⅱ                       |                                 |
| 2009/03/11 | 超人氣展場美女                        |                                 |
| 2009/03/12 | 我也可以變成她!                       | 蚊子變成安室奈美惠              |
| 2009/03/17 | 店員美妹報到!                         |                                 |
| 2009/03/20 | 美眉在家不為人知一面                  | 蚊子的弟弟來囉!                 |
| 2009/03/31 | 我最想買她的寫真書                    |                                 |
| 2009/04/01 | 蔡依林創意舞蹈大賽                    | 蚊子表演"花蝴蝶"，性感突破!     |
| 2009/04/02 | Jolin 接班人決定戰                    |                                 |
| 2009/04/03 | 美眉獎金爭奪戰                        | 備註                            |
| 2009/04/06 | 她曾把我害慘了                        | 誰曾把蚊子害慘呢?               |
| 2009/04/07 | 紅白舞蹈PK賽                          | 蚊子跳Locking                   |
| 2009/04/08 | 我想買她的寫真書 Part 2               | 蚊子的牛仔造型很可愛!           |
| 2009/04/09 | 美眉以物換物                          |                                 |
| 2009/04/10 | 我的眼光絕對好                        |                                 |
| 2009/04/13 | 宅男變身大改造                        |                                 |
| 2009/04/15 | 美眉作文能力大抽查                    | 蚊子的作文很高分喔!             |
| 2009/04/16 | 山寨版明星大集合                      |                                 |
| 2009/04/17 | 第一屆 Style 美眉選拔賽               |                                 |
| 2009/04/20 | 美眉獎金爭奪戰                        | 蚊子挑戰獎金單元                |
| 2009/04/21 | 超優質高校校草                        |                                 |
| 2009/04/22 | 黑澀會中誰最好笑?                     |                                 |
| 2009/04/24 | 2009新聲報到爭霸戰                    |                                 |
| 2009/04/27 | 美眉推薦美女三回戰                    | 蚊子有推薦新妹喔!               |
| 2009/05/04 | 店員帥哥集合囉!                       | 蚊子第一次去找帥哥喔!           |
| 2009/05/08 | 美眉媽媽大變身                        | 蚊子媽媽上節目                  |
| 2009/05/11 | 粉絲禮物感謝會                        |                                 |
| 2009/05/12 | 宅男變身大改造 PartⅡ                  |                                 |
| 2009/05/13 | 誰變男生是帥哥?                       | 蚊子跟敖犬合體囉!!              |
| 2009/05/15 | 盧廣仲的才女排行榜                    | 蚊子改的詞拿到第三名!           |
| 2009/05/18 | 新生入學典禮                          | 入學典禮沒蚊子喔!               |
|            | 千集評比幕後血淚直擊                  | 蚊子千集評比的準備情況          |
| 2009/05/21 | 苗栗桐花季一日遊 (上)                 | 蚊子很LUCKY喔!                  |
| 2009/05/22 | 苗栗桐花季一日遊 (下)                 | 最後是蚊子得到優勝!             |
| 2009/05/28 | 山寨軍團再踢館                        | 蚊子再次表演"花蝴蝶"，超有自信! |
| 2009/05/29 | 美眉電玩角色扮演                      |                                 |
| 2009/06/01 | Yes or No 命運大抉擇!                 |                                 |
| 2009/06/04 | 黑澀會1000集的驕傲 (上)               |                                 |
| 2009/06/05 | 黑澀會1000集的驕傲 (下)               | 蚊子表演RAP+舞蹈                |
| 2009/06/08 | 真心換絕情                            |                                 |
| 2009/06/09 | 尋找潘瑋柏的龐德女郎                  |                                 |
| 2009/06/10 | 山寨版美眉來踢館                      |                                 |
| 2009/06/11 | Game King 趣味對抗賽 青鳥飛魚 郭靜    |                                 |
| 2009/06/12 | 包你逃不出這一招!                     |                                 |
| 2009/06/15 | 學姊妹好眼光大對決                    |                                 |
| 2009/06/16 | 實力唱將生死鬥 小宇 張芸京            |                                 |
| 2009/06/17 | 真心話or大冒險 妳要選擇哪一個         | 蚊子最看不順眼的新妹是?         |
| 2009/06/18 | 學姊妹舞蹈合作賽                      | 蚊子跟新妹小牛跳舞              |
| 2009/06/22 | 正港惡魔學姊現形啦!                   |                                 |
| 2009/06/23 | 山寨大軍入侵黑澀會 天才小學生再度來襲 | 蚊子表演潘瑋柏組曲舞蹈          |
| 2009/06/24 | 美眉另類排行榜!                       |                                 |
| 2009/07/07 | 王妃爭霸戰 蕭敬騰                     | 蚊子 - 愛的恰恰                 |
| 2009/07/08 | 山寨版還來啊!                         |                                 |
| 2009/07/09 | 夏日搖搖舞蹈大賽                      | 蚊子 - 我愛夏天 超可愛超厲害!   |
| 2009/07/20 | 美眉五花八門排行榜                    | 蚊子心目中的High歌前三名!       |
| 2009/07/21 | 歌名大接龍                            |                                 |
| 2009/07/27 | Lucky Girl宜蘭爭霸戰 (上)             | 這兩集很多蚊子喔!               |
| 2009/07/28 | Lucky Girl宜蘭爭霸賽 (下)             | 這兩集很多蚊子喔!               |
| 2009/08/03 | 黑澀會誰最白目?!                      |                                 |
| 2009/08/04 | 無預警歌唱大賽                        | 蚊子來唱妙妙妙囉!               |
| 2009/08/05 | 調查局計中計 反整勇兔                 |                                 |
| 2009/08/10 | 今晚為我尖叫吧! Mei爸 薰爸 大變身     |                                 |
| 2009/08/11 | 五花八門排行榜又來啦！                |                                 |
| 2009/08/12 | 真心話 or 大冒險 今晚妳要選哪一個?    |                                 |
| 2009/08/13 | 誰是生活迷糊蛋?!                      |                                 |
| 2009/08/18 | 瑤瑤同樂會                            | 蚊子在小瑤隊喔!                 |
| 2009/08/19 | 小心詐騙就在你身邊                    |                                 |
| 2009/08/20 | 夏日搖搖舞總決賽                      | 蚊子&小涵-阿玆以嗲思吶          |
| 2009/08/24 | 學姐帶學妹 以物易物大作戰!            | 蚊子跟學妹小安一組              |
| 2009/08/25 | 無預警又來啦 (上)                     |                                 |
| 2009/08/26 | 無預警又來啦 (下)                     | 蚊子 - B Girl就是現在           |
|            | 她們曾是黑澀會美眉 (上)               |                                 |
| 2009/08/27 | 她們曾是黑澀會美眉 (下)               | 蚊子對琳恩的印象是?             |
| 2009/08/31 | 誰最愛計較?                           |                                 |
| 2009/09/01 | 小米姐生日快樂!                       |                                 |
| 2009/09/02 | 真心話 or 大冒險又來啦!               |                                 |
| 2009/09/03 | 新聲代唱將來報到 王心如 夏宇童 陳乃榮 |                                 |
| 2009/09/07 | 誰是生活智慧王                        | 蚊子有出外景喔!                 |
| 2009/09/08 | 美眉水上趣味競賽 (上)                 |                                 |
| 2009/09/09 | 美眉水上趣味競賽 (下)                 |                                 |
| 2009/09/10 | 美眉網路購物大分享                    |                                 |
| 2009/09/14 | 誰是瑤瑤的真命天子                    |                                 |
| 2009/09/15 | 群星模仿大賽                          | 蚊子模仿瑤瑤 超強的!!           |
| 2009/09/16 | 其實你不懂我的心                      | 蚊子 Taco 洪詩 誰的口風最緊?    |
| 2009/09/17 | 美眉趣味競賽又來啦!                   |                                 |
| 2009/09/23 | 美眉V.S.路人 猜不透PK賽               |                                 |
| 2009/09/24 | 真心話or大冒險又來啦!                 |                                 |
| 2009/09/28 | 美眉VS路人淡水PK賽                    |                                 |

- 《美眉普普風》（已停播）

- 美眉KTV（2008年5月29日，和糖果共同主持）
- 求愛告白大作戰（上）（2008年6月2日，和瑤瑤共同主持）
- 美眉KTV（2008年6月6日，和糖果共同主持）
- 美眉巨星日 潘瑋柏跳舞日（2008年7月31日，和瑤瑤共同主持）
- 美眉看天下 熱舞男孩（2008年8月4日，和勇兔共同主持）
- 美眉主題館 中國風特集（二）（2008年8月13日，和洪詩共同主持）
- 美眉主題館 星光幫（2008年8月21日，和A-So共同主持）
- 美眉主題館 美眉二連發（2008年8月27日，和糖果共同主持）
- 美眉KTV（2008年9月12日，和糖果共同主持）
- 美眉流行風（2008年9月16日，和糖果共同主持）
- 美眉巨星日 光良情歌日（2008年9月26日，和瑤瑤共同主持）
- 美眉二連發（二十四）（2008年10月31日）
- 美眉主題館 美眉陪你過聖誕! （2008年12月25日，和瑤瑤共同主持）
- 美眉主題館 2008偶像劇精選（2008年12月19日，和糖果共同主持）
- 美眉KTV（2008年12月19日，和Taco共同主持）

- 《VJ普普風》

- 超偶vs星光 （2009年5月20日）
- 國語[V]熱門（2009年6月12日，玉兔客串）
- 偶像[V]熱門 偶像舞勢力（2009年6月22日）
- 勁歌[V]熱門（2009年7月7日）
- 點播[v]熱門（2009年8月18日）
- 國語[V]熱門（2009年9月1日）
- KT[V]（2009年9月9日）
- 國語[V]熱門（2009年9月25日）

## 其他作品

### 電影
- 2014年《大稻埕》飾藝旦阿婷

### 選秀節目
- 台視《超級接班人2》

### 演唱會
- 周杰倫2007世界巡迴演唱會 台北演唱會 (嘉賓潘瑋柏的伴舞)（2007）
- 棒棒堂「哪裡怕」臺北小巨蛋演唱會 表演嘉賓之一（2008/01/26）
- 蕭亞軒三面夏娃慶功演唱會（2008/08/09）

### 音乐录影带（MV）
- 《我的王國》（歌曲收錄於吳建豪《V.Dubb》專輯，2007/04/20）

### 廣告演出
- V Power 愛．音樂演唱會廣告 （2008）

### 雜誌
- 新monday<TOP>（2008）
- 12月號 FANS（2008）
- 香港明報黑Girl專欄 (小提蚊子)（2008/09/18）

### 表演
- 交通安全記者會（2008/07/09）
- 交通安全宣傳活動（2008/07/12）
- Adidas Originals 派對（2008/09/11）
- 遠傳3G易付卡一塊卡一塊MMS活動（2008/11/01）

### 舞蹈比賽

#### K.D Style
蚊子和Taco、少少、 宇庭，與其他朋友曾多次以隊名「K.D Style」參加舞蹈比賽。
- 高雄市全國創意飆舞大賽（2005、2006、2007年度冠軍，2008年佳作）
- 2006統一夢公園街舞比賽 國高中組 第三名（2006）
- 大統聖誕街舞大賽 亞軍（2007）
- 黑澀會美眉舞蹈大賽 冠軍（2007年2月19日）
  - 當時蚊子等人以隊名「KD3」於《我愛黑澀會》亮相
- 迪士尼 歌舞青春夏日飆舞 2007 青春洋溢組 冠軍（2007年7月21日）
- Jolin創意舞蹈大賽 總亞軍（2007年8月5日）
- 泰山冰鎮嗆舞格鬥賽格鬥賽 總亞軍（2007年8月25日）
  - 並獲「最佳人氣獎」和「Breaking王」兩個獎項
- 2008大甲鎮瀾宮文化節街舞大賽 第三名（2008年3月8日）
- 鹿港全國街舞大賽 總冠軍（2008年6月7日）
- SOGO盃街舞大賽 冠軍（2008年7日6日）
- 2009全國高中暨大專校院 PUMA盃熱舞大賽 高中女子組第6名（2009）
- 2009岡山炫舞大賽 團體決賽 冠軍（2009）
- 第二屆青少盃 3vs3 battle 第二名（2009/02/07）
- 2009KissRadio我最搖擺勁舞創意大賽 冠軍（2009年7月19日）
- 雲林郵局反毒飆舞比賽 冠軍（2009/10/16）
- 2009全國高中舞稅青春街舞大賽 第一名（2009/10/31）
- 板橋原創街舞嘉年華 All The Way Live B GIRL個人 8強（2009年11月21日）

#### 代表《我愛黑澀會》
- 蕭亞軒三面夏娃群模亂舞大賽 冠軍（2008年7月27日），獲得與蕭亞軒在《3面夏娃》慶功感謝演唱會共舞資格。

## 荣誉

### 我愛黑澀會&我愛黑澀棒棒堂獲得的獎項
- 2007年7月17日 ：2007年中評比，獲得特別獎
- 2007年10月18日 ：第27次淘汰賽，獲得第一名（與糖果並列）
- 2007年12月6日 ：第28次淘汰賽，獲得特別獎
- 2008年1月3日 ：總冠軍爭奪戰 (2007年年終評比)，與Taco搭檔，獲得第三名

### 2007年
- 4月4日 ：表演課 美眉模仿大賽（模仿羅志祥）
- 5月16日 ：音樂課 我們都是甜心教主
- 8月31日 ：表演課 徐懷鈺舞蹈模仿大賽
- 10月16日 ：表演課 Jolin經典舞蹈大賽
- 11月21日 ：表演課 獨Show就夠酷
- 12月12日 ：調查局 誰註定只能當配角
- 12月25日 ：表演課 學習做個甜心女孩 （Cyndi寶貝模仿大賽MVP，與糖果並列）

### 2008年
- 2月6日 ：除夕 年度風雲頒獎典禮（最優舞王獎、百名路人最想看的情侶組合 (與阿緯)）
- 3月12日 ：戀愛學 誰能擄獲男孩心？（與小蠻同時獲勝）
- 4月2日 ：音樂課 新舊妹歌喉PK戰（兒歌PK獲勝）
- 5月7日 ：造型課 美眉品味PK II (與Hannah搭檔)
- 5月20日 ：表演課 韓流巨星模仿大賽
- 6月12日 ：舞蹈大賽 到底誰是Dancing Queen?
- 6月17日 ：表演課 蕭亞軒模仿大賽
- 7月7日 ：舞蹈課 夏日創意舞蹈大賽
- 7月11日 ：表演課 亞洲舞王（舞蹈PK獲勝）
- 7月22日 ：特別企劃 輕食料理PK總決賽
- 8月5日 ：音樂課 新科歌王來報到（黑澀會歌后比賽MVP）
- 8月14日 ：表演課 萬眾矚目的音樂魔術師（魔術PK獲勝兼MVP）
- 8月25日 ：舞蹈課 三人一心舞蹈大賽（與柰子&A-So搭檔）
- 8月28日 ：表演課 超火的動感女聲（最佳動感女聲）
- 8月29日 ：音樂課 與身俱來的搖滾本色（與豆腐搭檔，獲MVP）
- 9月10日 ：黑GIRL創意舞蹈大賽 （與 宇庭搭檔，獲MVP）
- 9月16日 ：美眉的魔幻世界（獲MVP）
- 10月21日 ：美眉SUPERSTAR模仿大賽 (羅志祥模仿 PK獲勝)

### 2009年
- 1月1日 ：2008黑澀會年度金鐘獎 最為節目犧牲獎
- 4月1日 ：蔡依林創意舞蹈大賽
- 4月7日 ：紅白舞蹈PK賽 (Locking PK 獲勝)
- 4月9日 ：美眉以物易物 瘋狂台中行
- 5月21日 ：苗栗桐花季一日遊
- 7月9日 ：夏日搖搖舞蹈大賽
- 10月13日 ：第一屆KUSO模仿大賽 (小祿、阿杰並列)
- 12月15日 ：與藝人共舞合作賽

### 2010年
- 3月21日 ：我的影片最好笑
- 3月27日 ：三人舞蹈合作賽 (蚊子&野獸&小薰)
- 4月11日 ：超級變變變 (蚊子&Taco)
- 5月11日 ：雙人另類道具舞蹈賽 (蚊子&小薰)
- 5月31日 ：韓風再起
- 6月1日 ：惡搞MV大賽 (蚊子&小祿&勇兔)
- 7月12日 ：韓流三人舞蹈賽 (蚊子&MeiMei&小涵)
- 8月9日 ：群魔亂舞 創意舞蹈大賽 (蚊子&Taco)

## 外部連結
- 蚊子 ♥ 賴薏婷的Facebook專頁
- iM WENZI 蚊子. 賴賴的Instagram帳戶
- 逆流音樂 YOUTUBE頻道 （页面存档备份，存于）